# Prunella montanella

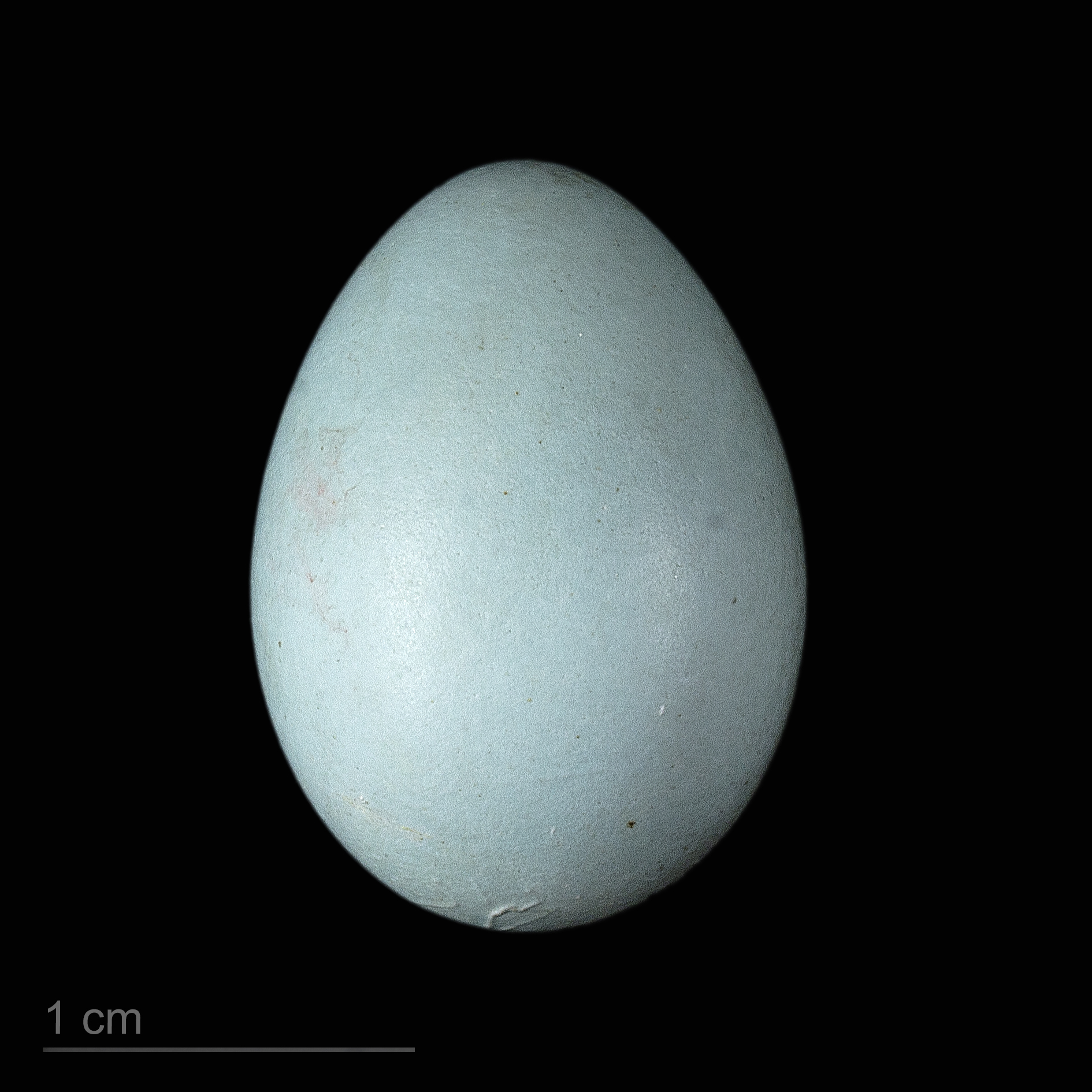
Prunella montanella - MHNT

El acentor siberiano (Prunella montanella) es una especie pequeña de ave paseriforme de la familia Prunellidae. Está ampliamente distribuido en Asia y América, encontrándose en China, península de Corea, Mongolia, Rusia y Estados Unidos, siendo esporádico en Canadá, Asia Central, Japón y Europa septentrional.
Se reproduce en el norte de Rusia, desde los montes Urales hacia el este a través de Siberia. Es migratorio, inverna en Corea y el este de China, con raras apariciones en Europa occidental y el noroeste de América del Norte. Su hábitat de reproducción típico son los bosques caducifolios subárticos y los bosques abiertos de coníferas, a menudo cerca del agua, aunque también se encuentra en montañas y taiga de abetos. Habita en arbustos y matorrales en invierno, con frecuencia cerca de arroyos, pero también se puede encontrar en pastizales secos y bosques.[cita requerida]

## Subespecies
Se reconocen las siguientes subespecies:
- Prunella montanella montanella
- Prunella montanella badia